# Lurdusaurus
Lurdusaurus is een geslacht van plantenetende ornithischische dinosauriërs behorend tot de groep van de Euornithopoda, dat tijdens het vroege Krijt leefde in het gebied van het huidige Niger. De enige bekende soort is Lurdusaurus arenatus.

## Vondst en naamgeving
In 1965 groef de Franse paleontoloog Philippe Taquet in de Ténéréwoestijn in Niger, in de vindplaats Camp des deux arbres nabij Gadoufaoua, het gedeeltelijke skelet op van een eurornithopode. Omdat de vondst vrij fragmentarisch was, verwaarloosde Taquet het specimen eerst. In de jaren tachtig gaf hij het als studieopdracht aan een Nigerijnse studente, Souad Chabli, die er in 1988 een dissertatie over schreef. Zij verwees naar het specimen met de naam "Gravisaurus tenerensis". Omdat dissertaties niet gelden als een voldoende publicatie bleef de naam zo een ongeldige nomen ex dissertatione. In de jaren negentig bleek dat Chabli de paleontologie vaarwel gezegd had. Hierop benoemde Taquet samen met Dale Russell de soort zelf alsnog in 1999. Om te voorkomen dat hij de naam zou "stelen", een ernstige schending van de paleontologische mores, transformeerde hij "Gravisaurus tenerensis". Het Latijnse gravis, "zwaar", werd vervangen door lurdus, "gewichtig", en de soortaanduiding die naar de Ténéréwoestijn verwees, veranderde in arenatus, "zandig". Overigens had een grammaticaal correcte combinatie "Lurdosaurus" moeten opleveren.
Het holotype, MNHN GDF 1700, is gevonden in lagen van de Elrhazformatie die dateren uit het onderste Albien, ongeveer 112 miljoen jaar oud. Het bestaat uit een gedeeltelijk skelet met schedel. Vooral van de laatste ontbreken veel elementen. De postcrania missen het darmbeen en de voeten.

## Beschrijving

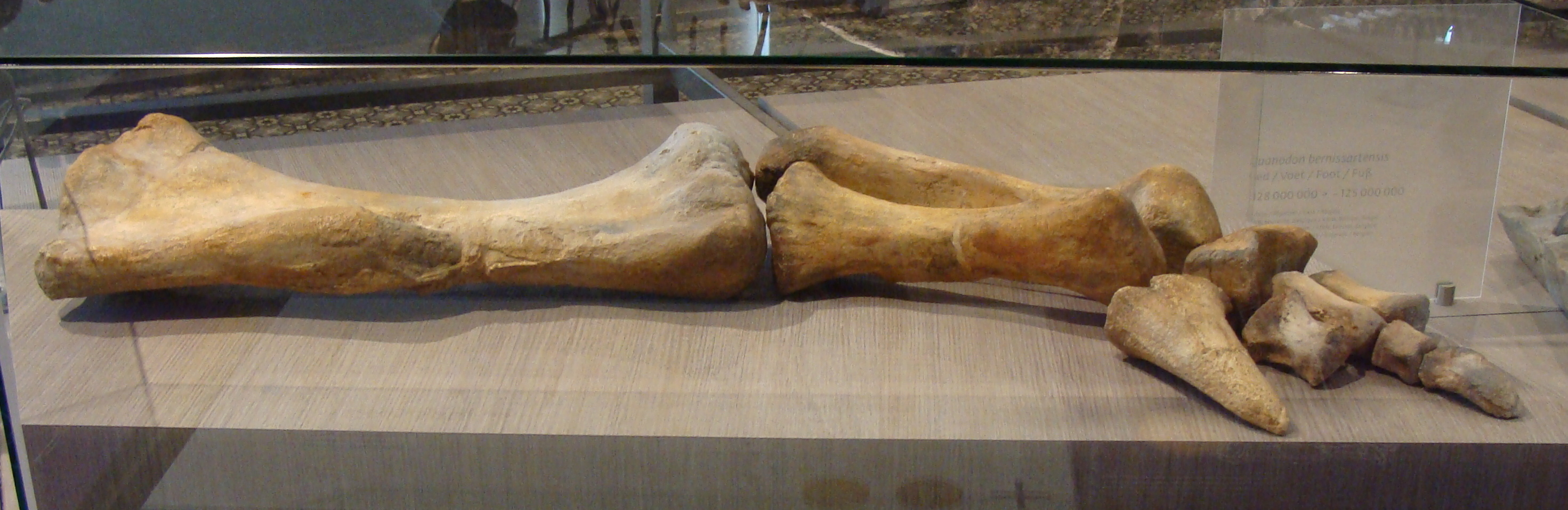
Een afgietsel van de voorpoot

Lurdusaurus is een vrij grote euornithopode. Taquet schatte eerst de lengte op negen meter en het gewicht op vijfenhalve ton. Gregory S. Paul gaf in 2010 een lagere schatting: zeven meter lang en tweeënhalve ton zwaar. Lurdusaurus is zoals de naam al aangeeft uitzonderlijk zwaar gebouwd. Taquet trok eerst de vergelijking met de uitgestorven grondluiaard. De kop is relatief klein et een geschatte schedellengte van drieëntachtig centimeter. Hij draagt een hoornsnavel met een breedte van twintig centimeter, wat er samen met de lichaamsgrootte op duidt dat Lurdusaurus gespecialiseerd was in het eten van massale hoeveelheden laagwaardig plantenmateriaal. De nek is bijzonder lang met 1,6 meter, wellicht mogelijk gemaakt door extra halswervels, waarvan het aantal mogelijkerwijs op veertien ligt. Lurdusaurus heeft in combinatie met de kleine kop dus enigszins de proporties van een sauropode. De romp is zeer breed, ongeveer een meter, en staat laag boven de grond met een bodemvrijheid van maar zeventig centimeter, vanwege een overeenkomstig kort scheenbeen, slecht zevenenzeventig centimeter lang, korter dan het eenennegentig centimeter lange dijbeen. De middenvoetsbeenderen zijn verkort en gespreid wat duidt op een dragend voetkussen. Het vermogen te rennen was dus verloren gegaan. De voorpoot is zwaargebouwd en uitgerust met een enorme duimstekel. Om zich te verweren tegen aanvallers verhief het dier zich dus op de achterpoten om het met de duimklauw uit te vechten. De lengte van de arm is op zich echter niet gering. Het opperarmbeen is 638 millimeter lang, de ellepijp 442 millimeter. De gedrongen middenhand heeft met twaalf centimeter lengte een duidelijk dragende functie.

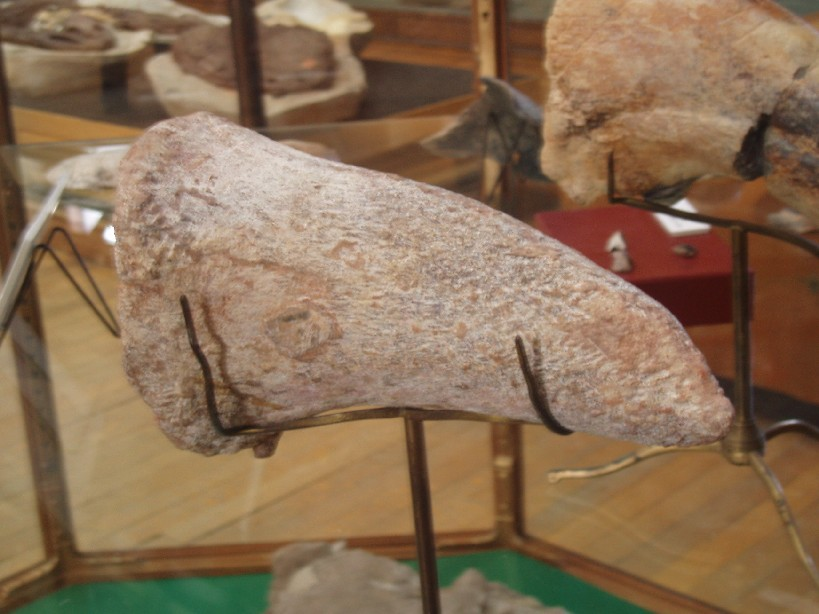
De originele duimstekel of -spoor

Paul gaf in 2007, met als basis de diagnose van Taquet, een met behulp van nieuwe kennis aangepaste lijst van onderscheidende kenmerken. De volwassen dieren zijn groot. De lichaamsbouw is als geheel zeer robuust. Op het achterhoofd is de condylus occipitalis naar achteren gericht. Het quadratum is erg kort, breed in dwarsdoorsnede, met een rechte schacht en een hoge opstaande richel aan achterste bovenkant. De halswervels zijn verlengd met goed ontwikkelde hypapofysen op de achterste wervels. De doornuitsteeksels van de ruggenwervels zijn kort; er zijn geen verbeende pezen aangetroffen. De borstkas is rond in plaats van hoog. De voorpoot heeft ongeveer drie vijfden van de lengte van de achterpoot. De ellepijp heeft een forse processus olecrani. De hand is kort en breed met een zeer grote duimstekel. Het ravenbeksbeen is groot. De voorbladen van de darmbeenderen wijken ver uiteen. De processus praepubicus is plat, de postpubis erg kort.

## Fylogenie
Lurdusaurus werd in 1999 door Taquet oorspronkelijk in de Iguanodontidae geplaatst. Dit wordt tegenwoordig echter als en niet-natuurlijke groep gezien. Naar recentere inzichten staat Lurdusaurus basaal in de Iguanodontoidea als een basaal lid van de Styracosterna.